# Statistične regije Hrvaške
Statistične regije Hrvaške so geografska območja na Hrvaškem, ki jih leta 2005 določi Državni statistični urad Republike Hrvaške v sodelovanju z Eurostatom. Sestavljena je iz štirih statističnih regij druge ravni (HR NUTS 2), od katerih vsako sestavlja več županij.

## Regije

### HR NUTS 1
Celotna Hrvaška je ena statistična regija.

### HR NUTS 2
Do leta 2021 je bila Hrvaška razdeljena na tri območja, nato pa je bilo Mesto Zagreb izločeno kot ločeno, četrto območje.
1. Severozahodna Hrvaška
  1. Zagrebška županija
  2. Krapinsko-zagorska županija
  3. Varaždinska županija
  4. Koprivniško-križevska županija
  5. Medžimurska županija
2. Mesto Zagreb
3. Srednja in vzhodna (panonska) Hrvaška
  1. Bjelovarsko-bilogorska županija
  2. Virovitiško-podravska županija
  3. Požeško-slavonska županija
  4. Brodsko-posavska županija
  5. Osiješko-baranjska županija
  6. Vukovarsko-sremska županija
  7. Karlovška županija
  8. Siško-moslavška županija
4. Jadranska Hrvaška
  1. Primorsko-goranska županija
  2. Liško-senjska županija
  3. Zadrska županija
  4. Šibeniško-kninska županija
  5. Splitsko-dalmatinska županija
  6. Istrska županija
  7. Dubrovniško-neretvanska županija

### HR NUTS 3
Statistične regije tretje ravni predstavljajo hrvaške županije.